# Джо Фрімен
Джо Фрімен (англ. Jo Freeman, нар. 26 серпня 1945), псевдонім Joreen — американська дослідниця, феміністка, письменниця й адвокатка. Активістка руху за громадянські права та одна з перших організаторок американського феміністичного руху 1960-х років.

## Життєпис
Народилася в Атланті у 1945 році. Її мати була з Гамільтона і служила під час Другої Світової війни першою лейтенанткою у жіночому армійському корпусі, дислокованому в Англії. Незабаром після народження Джо мати переїхала в Лос-Анджелес, де викладала в середній школі.
Закінчила середню школу в 1961 році, 1965 року здобула ступінь бакалавра з політичних наук у Каліфорнійського університету в Берклі.
Під час навчання в університеті була активісткою «Молодих демократів Америки» (молодіжна організація Демократичної партії США та студентської організації «SLATE». За участь у демонстраціях її двічі заарештовували в березні та квітні 1964 року. Виправдана в першому суді та засуджена в другому, на п'ятнадцять діб.
Після закінчення університету Фрімен приєдналася до літнього проєкту SCOPE Конференції християнських лідерів Півдня, протягом наступних років продовжувала брати участь у русі за громадянські права в Алабамі та Міссісіпі, за що провела кілька днів у в'язницях обох штатів. З 1966 року працювала політичною журналісткою в різних виданнях
1968 року вступила до аспірантури в Чиказький університет, де 1973 року здобула ступінь доктора філософії з політичних наук.
Завдяки своїй творчості Фрімен запрошували виступити в багатьох коледжах та університетах, переважно на Середньому Заході. В 1970 і 1971 роках подорожувала влітку автостопом Європою, поширюючи феміністичну літературу та читаючи іноді лекції, зокрема в університеті Осло.
Перш ніж отримати докторський ступінь, викладала чотири роки в Університеті штату Нью-Йорк. Потім провела два роки у Вашингтоні, округ Колумбія як співробітниця інституту Брукінгса, згодом була співробітницею Асоціації політичних наук США. Зі зростанням інтересу до публічної політичної діяльності Фрімен їй не вдалося знайти штатну посаду в наукових установах.
Вирішила вивчати право після того, як їй запропонували стипендію в Школі права Нью-Йоркського університету. Здобула диплом в 1982 році і наступного року стала адвокаткою.

## Феміністична діяльність
Під псевдонімом «Joreen» була авторкою чотирьох класичних феміністичних текстів, у яких аналізувала свій досвід участі у жіночому русі. Найвідомішим із них є «Тиранія безструктурності», перекладений десятками мов. У ньому Фрімен стверджувала, що не існує безструктурних груп; у випадках, коли активіст(к)и відмовляються від формальної структури у своїй організації, покладаючись на принципи безлідерності, виникає неформальна структура, і стосунки влади всередині групи стають замаскованими та прихованими. З розширенням руху «безструктурність» стає перепоною для ефективної діяльності та може призводити до ще більшої авторитарності та безвідповідальності в організаціях, ніж формальна бюрократична структура.
Менш відомими текстами Фрімен є «BITCH Manifesto», «Trashing: The Dark Side of Sisterhood» та «51 Percent Minority Group: A Statistical Essay», опублікований у антології «Сестринство могутнє: Антологія творів жіночого визвольного руху» за редакції Робін Морган.
У своїй дисертації Фрімен аналізувала дві гілки жіночого руху і стверджувала, що їх розділяли більше приналежність до різних поколінь і досвід, ніж ідеологія. Представниці «молодшої гілки» починали громадську діяльність в русі за громадянські права, антивоєнному, та студентському активізмі нових лівих. Представниці «старшої гілки» були членкинями або співпрацювали з Президентською комісією зі становища жінок та іншими державними комісіями. Книга Фрімен «Політика звільнення жінок», видана 1975 року на основі дисертації, здобула премію Американської асоціації політичних наук за найкращу наукову роботу про роль жінок у політиці.
Протягом багатьох років вела приватну практику в Брукліні, як адвокатка для активісток феміністичного руху.
Знімалася у фільмі про історію феміністичного руху «Вона красива, коли зла».

## Праці
- The Politics of Women's Liberation: A Case Study of an Emerging Social Movement and Its Relation to the Policy Process (Longman, 1975; iUniverse, 2000). ISBN 978-0-595-08899-7
- Women: A Feminist Perspective, editor (Mayfield, 1975, 1979, 1984, 1989, 1995). ISBN 1-55934-111-4
- Social Movements of the Sixties and Seventies, editor (Longman, 1983). ISBN 0-582-28091-5
- Waves of Protest: Social Movements Since the Sixties, editor with Victoria Johnson (Rowman & Littlefield, 1999). ISBN 0-8476-8747-3
- A Room at a Time: How Women Entered Party Politics (Rowman & Littlefield, 2000). ISBN 0-8476-9804-1
- At Berkeley in the Sixties: The Education of an Activist, 1961–1965 (Indiana University Press, 2004). ISBN 0-253-34283-X
- We Will Be Heard: Women's Struggles for Political Power in the United States (Rowman & Littlefield, 2008). ISBN 978-0-7425-5608-9

### Перекладені українською
- Тиранія безструктурності [Архівовано 5 лютого 2020 у Wayback Machine.] // Спільне. — 7.09.2012.